# Prvenstvo Anglije 1922
Prvenstvo Anglije 1922 v tenisu.

## Moški posamično
Gerald Patterson :  Randolph Lycett, 6-3, 6-4, 6-2

## Ženske posamično
Suzanne Lenglen :  Molla Bjurstedt Mallory, 6-2, 6-0

## Moške dvojice
James Anderson /  Randolph Lycett :  Gerald Patterson /  Pat O'Hara-Wood, 3–6, 7–9, 6–4, 6–3, 11–9

## Ženske dvojice
Suzanne Lenglen /  Elizabeth Ryan :  Margaret McKane /  Kathleen McKane, 6–0, 6–4

## Mešane dvojice
Suzanne Lenglen  /  Pat O'Hara-Wood :  Elizabeth Ryan /  Randolph Lycett, 6–4, 6–3